# Oeclidius luizi
Oeclidius luizi är en insektsart som först beskrevs av Myers 1928.  Oeclidius luizi ingår i släktet Oeclidius och familjen Kinnaridae. Inga underarter finns listade i Catalogue of Life.